# Сельское поселение «Деревня Фотьяново»
Сельское поселение «Деревня Фотьяново» — упразднённое 11 января 2011 года муниципальное образование в составе Износковского района Калужской области России. Населённые пункты переданы в Сельское поселение «Посёлок Мятлево»
Центр — деревня Фотьяново.

## Состав
В поселение входят 12 населённых мест:
- деревня Фотьяново
- деревня Айдарово
- деревня Богданово
- деревня Гришино
- деревня Запрудная
- деревня Клины
- деревня Кононово
- деревня Пушкино
- деревня Самородка
- деревня Степанчики
- деревня Шестово
- деревня Юдинка

## Население
Население сельского поселения составляет 292 человек.